# Cratere Hooke (Luna)
Hooke è un cratere lunare di 34,35 km situato nella parte nord-orientale della faccia visibile della Luna.
Il cratere è dedicato al fisico britannico Robert Hooke. 

## Crateri correlati
Alcuni crateri minori situati in prossimità di Hooke sono convenzionalmente identificati, sulle mappe lunari, attraverso una lettera associata al nome.
| Hooke | Coordinate            | Diametro (in km) |
| ----- | --------------------- | ---------------- |
| D     | 40°41′24″N 55°48′36″E | 18,73            |